# Ultimo (Sänger)

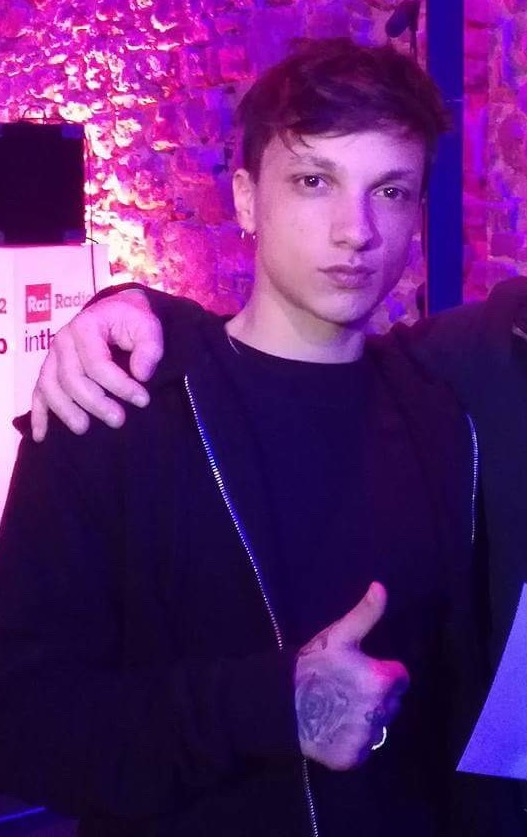
Ultimo beim Sanremo-Festival 2018

Ultimo (* 27. Januar 1996 in Rom als Niccolò Moriconi) ist ein italienischer Popsänger und Rapper. Er wurde durch seinen Sieg in der Newcomer-Kategorie des Sanremo-Festivals 2018 bekannt.

## Werdegang
Im Alter von acht Jahren begann Moriconi, am Konservatorium Santa Cecilia Klavier zu lernen, und mit 14 schrieb er bereits eigene Lieder. Im Lied Un uomo migliore arbeitete er 2015 mit Giancarlo Giannini zusammen. 2016 gewann er einen Hip-Hop-Wettbewerb des unabhängigen Labels Honiro, mit dem er in der Folge zusammenarbeitete. Im Mai 2017 hatte er einen Auftritt als Opening-act von Fabrizio Moro in Rom, im September trat er während der Honiro Label Party im MACRO auf. Ultimos erste Single war Chiave, der im Oktober 2017 das Debütalbum Pianeti folgte.
Am 15. Dezember 2017 qualifizierte er sich in der Fernsehsendung Sarà Sanremo für die Newcomer-Kategorie des Sanremo-Festivals 2018 mit dem Beitrag Il ballo delle incertezze. Am 9. Februar 2018 veröffentlichte Ultimo sein zweites Album Peter Pan; am selben Tag gewann er die Newcomer-Kategorie des Festivals und wurde zusätzlich mit dem Premio Lunezia für den besten Text ausgezeichnet. Nach einer erfolgreichen Tournee und weiteren Singles ging Ultimo beim Sanremo-Festival 2019 in der Hauptkategorie ins Rennen. Mit I tuoi particolari unterlag er im Finale knapp Mahmood, wurde jedoch mit dem Sonderpreis TIMmusic für den auf dem TIM-Streamingdienst erfolgreichsten Song ausgezeichnet. Im Anschluss erschien das Album Colpa delle favole, mit einer Reihe erfolgreicher Singles wie Rondini al guinzaglio und Piccola stella.
Aufgrund der COVID-19-Pandemie musste Ultimo seine geplante Stadientournee 2020 verschieben. In diesem Jahr verließ er Honiro und gründete mit Ultimo Records ein eigenes Label, unter dem er fortan veröffentlichte. Die erste Single unter dem eigenen Label war 22 settembre. 2021 meldete er sich mit dem Album Solo zurück, das sein drittes Nummer-eins-Album in Folge wurde. Nach weiteren erfolgreichen Singles holte Ultimo 2022 die verschobene Stadientournee nach. Mit dem Lied Alba nahm er am Sanremo-Festival 2023 teil und erreichte den vierten Platz.

## Diskografie

### Alben
| Jahr | Titel Musiklabel                                                 | Höchstplatzierung, Gesamtwochen, AuszeichnungChartplatzierungen (Jahr, Titel, Musiklabel, Platzierungen, Wochen, Auszeichnungen, Anmerkungen) | Höchstplatzierung, Gesamtwochen, AuszeichnungChartplatzierungen (Jahr, Titel, Musiklabel, Platzierungen, Wochen, Auszeichnungen, Anmerkungen) | Anmerkungen                                                | [↑]: gemeinsam behandelt mit vorhergehendem Eintrag; [←]: in beiden Charts platziert |
| Jahr | Titel Musiklabel                                                 | IT | CH | Anmerkungen                                                |                                                                                      |
| ---- | ---------------------------------------------------------------- | --- | --- | ---------------------------------------------------------- | ------------------------------------------------------------------------------------ |
| 2017 | Pianeti Honiro                                                   | IT5 ×4Vierfachplatin · (254 Wo.)IT | — | Erstveröffentlichung: 6. Oktober 2017 Verkäufe: + 200.000  |                                                                                      |
| 2018 | Peter Pan Honiro                                                 | IT1 ×6Sechsfachplatin · (288 Wo.)IT | — | Erstveröffentlichung: 9. Februar 2018 Verkäufe: + 300.000  |                                                                                      |
| 2019 | Colpa delle favole Honiro                                        | IT1 ×6Sechsfachplatin · (286 Wo.)IT | CH21 (1 Wo.)CH | Erstveröffentlichung: 5. April 2019 Verkäufe: + 300.000    |                                                                                      |
| 2021 | Solo Ultimo Records (Believe)                                    | IT1 ×4Vierfachplatin · (114 Wo.)IT | CH12 (3 Wo.)CH | Erstveröffentlichung: 22. Oktober 2021 Verkäufe: + 200.000 |                                                                                      |
| 2022 | Solo + Home Piano Session Ultimo Records (Believe)[IT: ↑][CH: ↑] | IT1 ×4Vierfachplatin · (114 Wo.)IT | CH12 (3 Wo.)CH | Erstveröffentlichung: 25. März 2022                        |                                                                                      |
| 2023 | Alba Ultimo Records (Believe)                                    | IT1 ×2Doppelplatin · (89 Wo.)IT | CH5 (2 Wo.)CH | Erstveröffentlichung: 17. Februar 2023 Verkäufe: + 100.000 |                                                                                      |
| 2024 | Altrove Ultimo Records (Believe)                                 | IT1 Platin · (… Wo.)IT | CH8 (2 Wo.)CH | Erstveröffentlichung: 17. Mai 2024 Verkäufe: + 50.000      |                                                                                      |

### Livealben
| Jahr | Titel Musiklabel                                | Höchstplatzierung, Gesamtwochen, AuszeichnungChartplatzierungen (Jahr, Titel, Musiklabel, Platzierungen, Wochen, Auszeichnungen, Anmerkungen) | Höchstplatzierung, Gesamtwochen, AuszeichnungChartplatzierungen (Jahr, Titel, Musiklabel, Platzierungen, Wochen, Auszeichnungen, Anmerkungen) | Anmerkungen                                           |
| Jahr | Titel Musiklabel                                | IT | CH | Anmerkungen                                           |
| ---- | ----------------------------------------------- | --- | --- | ----------------------------------------------------- |
| 2025 | Ultimo live stadi 2024 Ultimo Records (Believe) | IT1 Gold · (… Wo.)IT | — | Erstveröffentlichung: 23. Mai 2025 Verkäufe: + 25.000 |

### EPs
| Jahr | Titel Musiklabel                                | Höchstplatzierung, Gesamtwochen, AuszeichnungChartplatzierungen (Jahr, Titel, Musiklabel, Platzierungen, Wochen, Auszeichnungen, Anmerkungen) | Höchstplatzierung, Gesamtwochen, AuszeichnungChartplatzierungen (Jahr, Titel, Musiklabel, Platzierungen, Wochen, Auszeichnungen, Anmerkungen) | Anmerkungen                         |
| Jahr | Titel Musiklabel                                | IT | CH | Anmerkungen                         |
| ---- | ----------------------------------------------- | --- | --- | ----------------------------------- |
| 2023 | Ultimo live stadi 2023 Ultimo Records (Believe) | IT46 (1 Wo.)IT | — | Erstveröffentlichung: 21. Juli 2023 |

### Singles
| Jahr | Titel Album                                           | Höchstplatzierung, Gesamtwochen, AuszeichnungChartplatzierungen (Jahr, Titel, Album, Platzierungen, Wochen, Auszeichnungen, Anmerkungen) | Höchstplatzierung, Gesamtwochen, AuszeichnungChartplatzierungen (Jahr, Titel, Album, Platzierungen, Wochen, Auszeichnungen, Anmerkungen) | Anmerkungen                                                                                     |
| Jahr | Titel Album                                           | IT | CH | Anmerkungen                                                                                     |
| --- | ----------------------------------------------------- | --- | --- | ----------------------------------------------------------------------------------------------- |
| 2017 | Pianeti                                               | IT20 ×4Vierfachplatin · (69 Wo.)IT | — | Erstveröffentlichung: 6. Oktober 2017 Verkäufe: + 280.000                                       |
| 2017 | Il ballo delle incertezze Peter Pan                   | IT6 ×3Dreifachplatin · (58 Wo.)IT | — | Erstveröffentlichung: 8. Dezember 2017 Verkäufe: + 150.000                                      |
| 2018 | Poesia senza veli Peter Pan                           | IT20 ×2Doppelplatin · (43 Wo.)IT | — | Erstveröffentlichung: 25. Mai 2018 Verkäufe: + 100.000                                          |
| 2018 | Cascare nei tuoi occhi Peter Pan                      | IT6 ×3Dreifachplatin · (51 Wo.)IT | — | Erstveröffentlichung: 14. September 2018 Verkäufe: + 150.000                                    |
| 2018 | Ti dedico il silenzio Peter Pan                       | IT25 ×3Dreifachplatin · (37 Wo.)IT | — | Erstveröffentlichung: 14. Dezember 2018 Verkäufe: + 300.000                                     |
| 2019 | I tuoi particolari Colpa delle favole                 | IT2 ×4Vierfachplatin · (50 Wo.)IT | CH48 (1 Wo.)CH | Erstveröffentlichung: 6. Februar 2019 Verkäufe: + 280.000                                       |
| 2019 | Fateme cantà Colpa delle favole                       | IT12 Gold · (8 Wo.)IT | — | Erstveröffentlichung: 22. Februar 2019 Verkäufe: + 25.000                                       |
| 2019 | Rondini al guinzaglio Colpa delle favole              | IT5 ×3Dreifachplatin · (42 Wo.)IT | — | Erstveröffentlichung: 5. April 2019 Verkäufe: + 300.000                                         |
| 2019 | Ipocondria Colpa delle favole                         | IT23 Platin · (17 Wo.)IT | — | Erstveröffentlichung: 7. Juni 2019 Verkäufe: + 50.000                                           |
| 2019 | Piccola stella Colpa delle favole                     | IT12 ×5Fünffachplatin · (61 Wo.)IT | — | Erstveröffentlichung: 16. August 2019 Verkäufe: + 500.000                                       |
| 2019 | Quando fuori piove Colpa delle favole                 | IT20 Gold · (6 Wo.)IT | — | Erstveröffentlichung: 4. Oktober 2019 Verkäufe: + 25.000                                        |
| 2019 | Tutto questo sei tu Solo                              | IT1 ×2Doppelplatin · (22 Wo.)IT | — | Erstveröffentlichung: 13. Dezember 2019 Verkäufe: + 140.000                                     |
| 2020 | 22 settembre Solo                                     | IT3 ×2Doppelplatin · (24 Wo.)IT | — | Erstveröffentlichung: 22. September 2020 Verkäufe: + 140.000                                    |
| 2020 | 7+3 Solo                                              | IT21 Platin · (10 Wo.)IT | — | Erstveröffentlichung: 22. Dezember 2020 Verkäufe: + 70.000                                      |
| 2021 | Buongiorno vita Solo                                  | IT2 ×2Doppelplatin · (21 Wo.)IT | — | Erstveröffentlichung: 23. April 2021 Verkäufe: + 200.000                                        |
| 2021 | Niente Solo                                           | IT8 Platin · (16 Wo.)IT | — | Erstveröffentlichung: 15. Oktober 2021 Verkäufe: + 100.000                                      |
| 2021 | Supereroi Solo                                        | IT66 Gold · (1 Wo.)IT | — | Erstveröffentlichung: 10. Dezember 2021 Verkäufe: + 50.000                                      |
| 2022 | 2Step –                                               | IT24 Platin · (14 Wo.)IT | — | Erstveröffentlichung: 6. Mai 2022 Verkäufe: + 115.000; Ed Sheeran feat. Ultimo                  |
| 2022 | Vieni nel mio cuore Alba                              | IT19 ×4Vierfachplatin · (49 Wo.)IT | — | Erstveröffentlichung: 25. Mai 2022 Verkäufe: + 400.000                                          |
| 2022 | Ti va di stare bene Alba                              | IT12 Platin · (12 Wo.)IT | — | Erstveröffentlichung: 28. Oktober 2022 Verkäufe: + 100.000                                      |
| 2023 | Alba                                                  | IT9 ×2Doppelplatin · (24 Wo.)IT | CH56 (1 Wo.)CH | Erstveröffentlichung: 8. Februar 2023 Verkäufe: + 200.000 Beitrag für das Sanremo-Festival 2023 |
| 2023 | Occhi lucidi –                                        | IT10 Gold · (9 Wo.)IT | — | Erstveröffentlichung: 1. Dezember 2023 Verkäufe: + 50.000                                       |
| 2024 | L’ultima poesia –                                     | IT1 ×4Vierfachplatin · (56 Wo.)IT | CH72 (1 Wo.)CH | Erstveröffentlichung: 22. März 2024 Verkäufe: + 400.000; Geolier feat. Ultimo                   |
| 2024 | Altrove                                               | IT13 Platin · (38 Wo.)IT | — | Erstveröffentlichung: 10. Mai 2024 Verkäufe: + 100.000                                          |
| 2024 | La parte migliore di me –                             | IT32 (3 Wo.)IT | — | Erstveröffentlichung: 27. November 2024                                                         |
| 2025 | Bella davvero –                                       | IT6 Gold · (… Wo.)IT | — | Erstveröffentlichung: 18. April 2025 Verkäufe: + 100.000                                        |
| Folgende Lieder erschienen nicht als Single, wurden aber durch das Album zum Download und Streaming bereitgestellt und konnten somit eine Platzierung erlangen: |                                                       | | |                                                                                                 |
| |                                                       | | |                                                                                                 |
| 2017 | Sogni appesi Pianeti                                  | IT39 ×2Doppelplatin · (11 Wo.)IT | — | Verkäufe: + 100.000                                                                             |
| 2018 | La stella più fragile dell’universo Peter Pan         | IT61 Platin · (7 Wo.)IT | — | Verkäufe: + 50.000                                                                              |
| 2019 | Colpa delle favole                                    | IT11 Gold · (5 Wo.)IT | — | Verkäufe: + 25.000                                                                              |
| 2019 | Amati sempre Colpa delle favole                       | IT16 Platin · (5 Wo.)IT | — | Verkäufe: + 100.000                                                                             |
| 2019 | Quella casa che avevamo in mente Colpa delle favole   | IT26 Gold · (2 Wo.)IT | — | Verkäufe: + 25.000                                                                              |
| 2019 | La stazione dei ricordi Colpa delle favole            | IT29 (2 Wo.)IT | — |                                                                                                 |
| 2019 | Aperitivo grezzo Colpa delle favole                   | IT32 (2 Wo.)IT | — |                                                                                                 |
| 2019 | Il tuo nome (Comunque vada con te) Colpa delle favole | IT38 (1 Wo.)IT | — |                                                                                                 |
| 2019 | Fateme cantà Colpa delle favole                       | IT39 (1 Wo.)IT | — |                                                                                                 |
| 2019 | Fermo Colpa delle favole                              | IT43 (1 Wo.)IT | — |                                                                                                 |
| 2021 | Sul finale Solo                                       | IT19 Platin · (5 Wo.)IT | — | Verkäufe: + 100.000                                                                             |
| 2021 | Solo                                                  | IT32 Gold · (2 Wo.)IT | — | Verkäufe: + 50.000                                                                              |
| 2021 | Il bambino che contava le stelle Solo                 | IT35 Gold · (2 Wo.)IT | — | Verkäufe: + 50.000                                                                              |
| 2021 | Quel filo che ci unisce Solo                          | IT38 Platin · (5 Wo.)IT | — | Verkäufe: + 100.000                                                                             |
| 2021 | Spari sul petto Solo                                  | IT53 (1 Wo.)IT | — |                                                                                                 |
| 2021 | Isolamento Solo                                       | IT62 (1 Wo.)IT | — |                                                                                                 |
| 2021 | La finestra di Greta Solo                             | IT74 (1 Wo.)IT | — |                                                                                                 |
| 2021 | Non sapere mai dove si va Solo                        | IT92 (1 Wo.)IT | — |                                                                                                 |
| 2021 | Quei ragazzi Solo                                     | IT100 (1 Wo.)IT | — |                                                                                                 |
| 2022 | Equilibrio mentale Solo + Home Piano Session          | IT66 (1 Wo.)IT | — |                                                                                                 |
| 2023 | Nuvole in testa Alba                                  | IT77 Gold · (1 Wo.)IT | — | Verkäufe: + 50.000                                                                              |
| 2023 | Tutto diventa normale Alba                            | IT96 (1 Wo.)IT | — |                                                                                                 |
| 2023 | Amara Alba                                            | IT97 (1 Wo.)IT | — |                                                                                                 |
| 2023 | Paura mai Ultimo live stadi 2023                      | IT77 (1 Wo.)IT | — |                                                                                                 |
| 2024 | Neve al sole Altrove                                  | IT38 Gold · (3 Wo.)IT | — | Verkäufe: + 50.000                                                                              |
| 2024 | Quei due innamorati Altrove                           | IT76 (1 Wo.)IT | — |                                                                                                 |
| 2024 | Lunedì Altrove                                        | IT82 (1 Wo.)IT | — |                                                                                                 |
| 2024 | Quando saremo vecchi Altrove                          | IT91 (1 Wo.)IT | — |                                                                                                 |

Weitere Singles
- 2017: Chiave
- 2017: Ovunque tu sia – Platin (70.000+)
- 2017: Sabbia – Platin (70.000+)
- 2017: Stasera – Gold (25.000+)
- 2019: Poesia per Roma

## Auszeichnungen für Musikverkäufe
| Goldene Schallplatte - Italien - 2019: für das Lied Racconterò di te - 2019: für das Lied Buon viaggio - 2019: für das Lied Canzone stupida - 2019: für das Lied Dove il mare finisce - 2019: für das Lied Vorrei soltanto amarti - 2023: für das Lied L’eleganza delle stelle - Österreich - 2023: für das Lied 2Step | Platin-Schallplatte - Italien - 2019: für das Lied Peter Pan (Vuoi volare con me) - 2024: für das Lied L’unica forza che ho - 2024: für das Lied Giusy - 2024: für das Lied Farfalla Bianca |

Anmerkung: Auszeichnungen in Ländern aus den Charttabellen bzw. Chartboxen sind in ebendiesen zu finden.
| Land/RegionAuszeichnungen für Musikverkäufe (Land/Region, Auszeichnungen, Verkäufe, Quellen) | Gold       | Platin       | Verkäufe  | Quellen |
| -------------------------------------------------------------------------------------------- | ---------- | ------------ | --------- | ------- |
| Italien (FIMI)                                                                               | 19× Gold19 | 84× Platin84 | 6.850.000 | fimi.it |
| Österreich (IFPI)                                                                            | Gold1      | —            | 15.000    | ifpi.at |
| Insgesamt                                                                                    | 20× Gold20 | 84× Platin84 |           |         |

## Belege
1. 1 2  Ultimo - Biografie. In: musicaitalianaemergente.it. Abgerufen am 19. Februar 2024 (italienisch).
2. ↑  Ecco i ‘Pianeti’ su cui vola Ultimo quando il mondo gli sta stretto. In: ADNkronos.it. 28. September 2017, abgerufen am 10. Februar 2018 (italienisch).
3. ↑  Chi è Ultimo, cantante delle Nuove Proposte di Sanremo. In: supereva.it. Abgerufen am 10. Februar 2018 (italienisch).
4. ↑  Biografia minima di Ultimo, tra i giovani al Festival di Sanremo. In: ilpost.it. 8. Februar 2018, abgerufen am 10. Februar 2018 (italienisch).
5. ↑  Scopri chi è Ultimo e guarda il nuovo videoclip del singolo “Pianeti”. In: rnbjunk.com. 9. Oktober 2017, abgerufen am 10. Februar 2018 (italienisch).
6. ↑  Sanremo 2018: i big in gara e le nuove proposte. Elio e Le Storie Tese e Ornella Vanoni. Ma anche i Pooh in versione “destrutturata”. In: huffingtonpost.it. 16. Dezember 2017, abgerufen am 10. Februar 2018 (italienisch).
7. ↑  Sanremo 2018, 5 cose da sapere sul Festival. In: quotidiano.net. Abgerufen am 10. Februar 2018 (italienisch).
8. ↑  ULTIMO: esce domani “PETER PAN” il nuovo album con il brano “Il ballo delle incertezze”. In: fourzine.it. 8. Februar 2018, abgerufen am 10. Februar 2018 (italienisch).
9. 1 2 3 4  Chartquellen: IT CH
10. ↑  Archivio classifiche Top Singoli. FIMI, abgerufen am 17. März 2025 (italienisch).

| Personendaten    | Personendaten                      |
| ---------------- | ---------------------------------- |
| NAME             | Ultimo                             |
| ALTERNATIVNAMEN  | Moriconi, Niccolò (Geburtsname)    |
| KURZBESCHREIBUNG | italienischer Popsänger und Rapper |
| GEBURTSDATUM     | 27. Januar 1996                    |
| GEBURTSORT       | Rom                                |